# Музей фотографии (Салоники)
Музей фотографии города Салоники, Греция, был официально открыт в 1997 году.

## История
История музея началась в 1987 году по частной инициативе Ариса Георгиу, Йоргоса Ванидиса и Апостолоса Марулиса. Их фотоколлекция в будущем и составила ядро будущего Музея фотографии. В 1988 Арис Георгиу основал ежегодный международный фестиваль фотографии под названием «Фотосинкирия» в Салониках.
В 1995 году организация «Салоники — культурная столица Греции» провозгласила своей целью основать музей фотографии, после чего создан консультативный комитет под председательством Йоргоса Кацангелоса. В 1997 году Музей фотографии в Салониках официально учрежден Законом Греческой Республики за № 2557/97.
В 1998 году первым директором музея стал архитектор и фотограф Арис Георгиу. В 2001 году музей получил своё постоянное помещение внутри бывшего военного склада порта Салоник в соответствии с Законом 2947/2001. Здание склада "А" где ныне находится музей было построено в 1910 году архитектором Эли Модиано.
В 2003 профессор фотографии и аудиовизуальных средств Костис Антониадис был назначен вторым директором музея. С 2005 года администрацией музея занимается Вангелис Иоакимидис, куратор и художественный руководитель фотоцентра в Скопелосе.

## Экспозиция
Музейная коллекция насчитывает около 1500 произведений греческих и зарубежных фотографов (фотографии, негативы, стеклянные пластины и т. д.) и планирует обогатить свою коллекцию последующими приобретениями.
Деятельность музея включает в себя также проведение выставок произведений греческих художников, научных исследований и образовательных программ, а также осуществление тематических публикаций (книги, альбомы, каталоги выставок).
В 2000 фестиваль «Фотосинкирия» интегрирован в деятельность музея. До 2006 года Международный фестиваль проводился ежегодно с февраля по апрель, в его рамках было организовано 30 фотовыставок. В 2008 году фестиваль превратился в Фотобиеннале, теперь он проходит с апреля по май, имеет другую структуру и периодичность.